# Martin Schwind
Martin Schwind (geboren 29. Oktober 1906 in Hohburg; gestorben 1991) war Gymnasiallehrer und Honorarprofessor, der sich u. a. mit Japan als Natur- und Kulturlandschaft befasste und darüber publizierte.

## Leben und Werk
Martin Schwind verfasste seine Dissertation unter Heinrich Schmitthenner. Danach unterrichtete er ab Mitte der 1930er Jahre an der Deutschen Schule in Tokio. Er reiste durch Japan und befasste sich mit der eiszeitlichen, kulturellen, wirtschaftlichen Entwicklung, Auswanderung und Kolonisation Japans. Seine Habilitationsschrift, die er 1942 bei der deutschen Danziger Universität einreichte, befasste sich mit der Kolonisation des südlichen Teils Sachalins, der von 1905 bis 1945 zu Japan gehörte. Zurück in Deutschland publizierte er nach dem Zweiten Weltkrieg eine Studie über den Zusammenbruch und Wiederaufbau Japans, während er ein Gymnasium, die Humboldtschule in Hannover, leitete. 1967 wurde er auf Anregung von Peter Schöller Honorarprofessor an der Universität Bochum.
Auf der Grundlage seiner Erfahrungen, ergänzt durch verschiedene Reisen in den Fernen Osten, publizierte er sein auf drei Bände angelegtes Lebenswerk „Das Japanische Inselreich“. Erschienen sind allerdings nur Band 1 und 2.
Martin Schwind erlangte Bedeutung bei der Entscheidung des Wirtschaftsrates der Bizone darüber, die in der NS-Zeit entstandene Raumforschung in der Bundesrepublik Deutschland weiterzuführen (siehe Gründungsgeschichte des Bonner Instituts für Raumforschung).
Martin Schwinds Sohn Hans-Dieter Schwind war Jurist, Kriminologe und CDU-Politiker.

## Publikationen (Auswahl)
- Kleiner Atlas von Japan. Deutsche Gesellschaft für Natur- und Völkerkunde Ostasiens, Kommissionsverlag Otto Harrassowitz Leipzig. 1939.
- Japanische Raumnot und Kolonisation. Harrassowitz Leipzig, 1940.
- Das Ende des europäischen Zeitalters in Asien. F. Eilers Verlag GmbH Bielefeld-Bremen, 1950.
- Japan: Zusammenbruch und Wiederaufbau seiner Wirtschaft. Econ, 1954.
- Das japanische Inselreich. Eine Landeskunde nach Studien und Reisen in 3 Bänden. Band 1: Die Naturlandschaft. Die Naturlandschaft. De Gruyter, 1967.
- Das japanische Inselreich. Eine Landeskunde nach Studien und Reisen in 3 Bänden. Band 2: Die Kulturlandschaft – Wirtschaftsgroßmacht auf engem Raum. De Gruyter, 1981. ISBN 3-11-008319-1.
- Japan – Die neue Mitte Ostasiens. Erlebnisse, Forschungen, Begegnungen. Reimer, 1987. ISBN 3-49600870-9.